# Assiniboia Airport
Assiniboia Airport är en flygplats i Kanada.   Den ligger i provinsen Saskatchewan, i den södra delen av landet, 2 300 km väster om huvudstaden Ottawa. Assiniboia Airport ligger 722 meter över havet.
Terrängen runt Assiniboia Airport är mycket platt. Trakten runt Assiniboia Airport är nära nog obefolkad, med mindre än två invånare per kvadratkilometer.. Närmaste större samhälle är Assiniboia, 11,2 km söder om Assiniboia Airport.
Trakten runt Assiniboia Airport består till största delen av jordbruksmark.